# Psyllomyia patrizii
Psyllomyia patrizii är en tvåvingeart som beskrevs av Schmitz 1951. Psyllomyia patrizii ingår i släktet Psyllomyia och familjen puckelflugor. Inga underarter finns listade i Catalogue of Life.